# Jamshid Iskanderov
Jamshid Iskanderov, anche trascritto come Jamshid Iskandarov (Urgench, 16 ottobre 1993), è un calciatore uzbeko, centrocampista o attaccante del Neftchi Fergana e della nazionale uzbeka.

## Caratteristiche tecniche
Trequartista, può giocare come esterno su entrambe le fasce o come attaccante.

## Carriera

### Club
Ha giocato nella prima divisione uzbeka ed in quella sudcoreana.

### Nazionale
Ha partecipato ai Mondiali Under-20 del 2013, anno in cui ha anche esordito in nazionale maggiore.
Nel 2019 e nel 2023 ha partecipato alla Coppa d'Asia.

## Palmarès

### Club

#### Competizioni nazionali
- Coppa dell'Uzbekistan: 1

Paxtakor: 2011
- Campionato uzbeko: 3

Paxtakor: 2012, 2014, 2015
- Supercoppa dell'Uzbekistan: 1

Lokomotiv Tashkent: 2019